# Acronicta turpis
Acronicta turpis là một loài bướm đêm trong họ Noctuidae.